# モンテロッソ・アル・マーレ
モンテロッソ・アル・マーレ（Monterosso al Mare）は、イタリア共和国リグーリア州ラ・スペツィア県にある人口約1,400人の基礎自治体（コムーネ）。リグーリア海岸に位置するチンクエ・テッレと呼ばれる景勝地に数えられ、世界遺産にも登録されている。

## 地理

### 位置・広がり
リオマッジョーレはラ・スペツィア県南部に所在し、リグリア海に面したリグーリア海岸（リヴィエラ・ディ・レヴァンテ）に位置する。

#### 隣接コムーネ
隣接するコムーネは以下の通り。
- 北東 - ピニョーネ
- 南東 - ヴェルナッツァ
- 北西 - レヴァント

### 地震分類

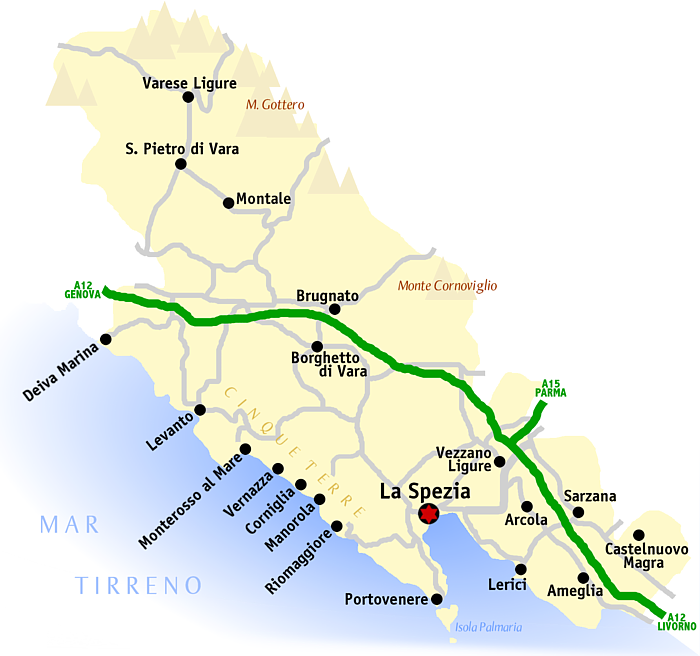
ラ・スペツィア県

イタリアの地震リスク階級 (it) では、3 に分類される
。

## 文化・観光・施設

### チンクエ・テッレ
ラ・スペツィアとレヴァントとの間にあるリグーリア海岸の5つの集落は、チンクエ・テッレ（5つの土地）と総称され、景勝地・観光地として知られている。海岸と山麓はチンクエ・テッレ国立公園 (it:Parco nazionale delle Cinque Terre) に指定されている。
モンテロッソ・アル・マーレはチンクエ・テッレと総称される5つの集落のうち一番西に位置する。チンクエ・テッレは以下の5つの集落を指す。
1. モンテロッソ・アル・マーレ (Monterosso al Mare) - 最西端
2. ヴェルナッツァ (Vernazza)
3. コルニリア (Corniglia)
4. マナローラ (Manarola)
5. リオマッジョーレ (Riomaggiore) - 最東端

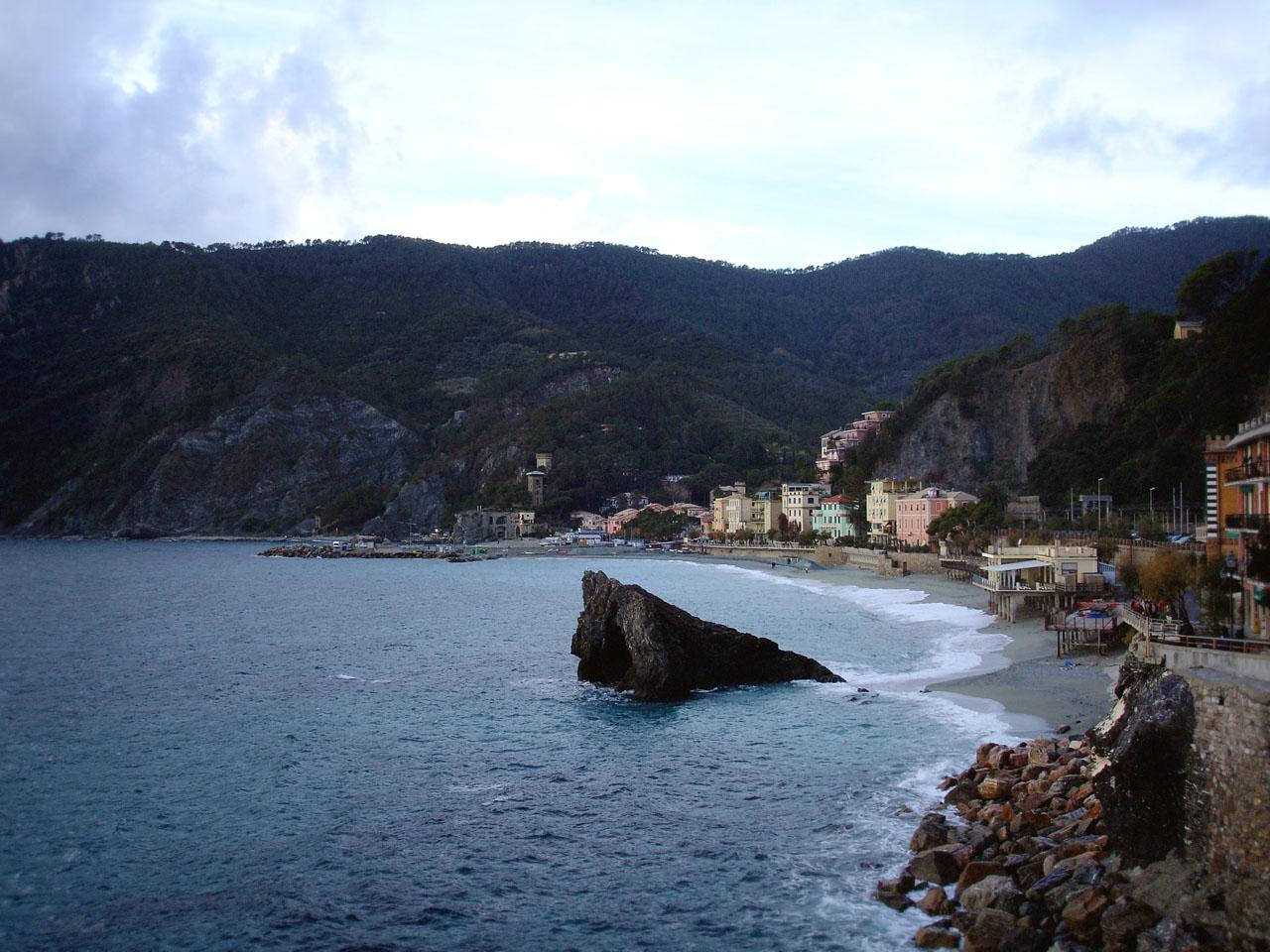
モンテロッソ・アル・マーレ

## 姉妹都市
- Saint-Genès-Champanelle、フランス 2003年

## 参照
- 時事ドットコム：イタリアの豪雨で5人が死亡、8人行方不明